# ミレー (小惑星)
ミレー (1630 Milet) は、小惑星帯にある小惑星の一つ。ルイ・ボワイエがアルジェで発見した。
フランス人の天文学者ベルナール・ミレーに因んで名付けられた。